# 5-Brom-2-iodanilin
5-Brom-2-iodanilin ist eine chemische Verbindung, die sich vom Benzol ableitet.

## Gewinnung und Darstellung
5-Brom-2-iodanilin kann aus 4-Bromacetanilid synthetisiert werden. Dazu wird das Edukt in einem ersten Schritt mit eisgekühlter, konzentrierter Salpetersäure nitriert und das Zwischenprodukt in Eiswasser ausgefällt. Dann wird im zweiten Schritt dieses Zwischenprodukt in einer Kaliumhydroxid-Lauge gekocht um die Acetylgruppe abzuspalten. Der dritte Schritt ist die Diazotierung der nun freien Aminogruppe. In der gleichen Reaktionslösung findet anschließen eine Sandmeyer-Reaktion mit Kaliumiodid statt. Die Nitrogruppe wird im letzten Schritt mittels Zinn(II)-chlorid in konzentrierter Salzsäure mit zusätzlichem Ethanol als Lösungsmittel zum Amin reduziert. Das Produkt kann aus einer Mischung aus Hexan und Diethylether umkristallisiert werden, um es zu reinigen.